# Rio Gurupi
Rio Gurupi är ett vattendrag i Brasilien. Det ligger i den nordöstra delen av landet, 1 600 km norr om huvudstaden Brasília.
Trakten runt Rio Gurupi består huvudsakligen av våtmarker. Runt Rio Gurupi är det glesbefolkat, med 15 invånare per kvadratkilometer.